# ミュージックV特集③〜キューティービジュアル〜
『ミュージックV特集③〜キューティービジュアル〜』（ミュージックVとくしゅうツー キューティービジュアル）は、℃-ute3枚目のPV集。

## 収録内容
1. 暑中お見舞い申し上げます
2. EVERYDAY 絶好調!!
3. SHOCK!
4. キャンパスライフ〜生まれて来てよかった〜
5. Danceでバコーン!
6. 会いたいロンリークリスマス

特典映像1
1. 暑中お見舞い申し上げます(Close-up Ver.)
2. EVERYDAY 絶好調!!(Close-up Ver.)
3. SHOCK!(Close-up Ver.)
4. キャンパスライフ〜生まれて来てよかった〜(Natural Lip Ver.)
5. Danceでバコーン!(2S & 3S Mix Ver.)
6. Danceでバコーン!(Dance Shot Another Ver.)
7. 会いたいロンリークリスマス(Dance Shot Ver.)

特典映像2
1. TV-SPOT（15sec./30sec.）
2. DVD収録シングル&アルバム『ショッキング5』のTVスポット

特典映像3
1. 会いたいロンリークリスマス ジャケット&PV撮影メイキング映像